# Жаба мармурова
Жаба мармурова (Hemisus marmoratus) — вид земноводних з роду Лопатоноса жаба родини Лопатоносі жаби.

## Опис
Загальна довжина досягає 3—4 см. Голова невелика із загостреною мордою. Невеликі очі мають вертикальні зіниці. барабанна перетинка не помітна. Тулуб пухкий. Кінцівки короткі, але міцні. Присутній великий п'ятковий горб. У самців є горловий резонатор. 
Забарвлення спини сіро-буре з темним мармуровим малюнком. Горло, боки і задня сторона стегна зеленувато-жовтого кольору. Черево — біле. Горловий резонатор самця під час шлюбного періоду стає темно-фіолетовим.

## Спосіб життя
Полюбляє савани, рідколісся, зрошувальні землі. Зустрічається на висоті до 1800 м над рівнем моря. Як й інші представники її роду добре риє нори та ходи, де перебуває значний проміжок часу. Вночі полює на мурах, термітів та хробаків.
Розмноження відбувається наприкінці сухого сезону. Самиця відкладає у підземні тунелі 88—242 яйця. Ця амфібія цікава в тому відношенні, що самиця, зарившись у землю, прикриває власним тілом яйця, з яких дитинчата виходять у вигляді добре розвинених пуголовків. Вони з'являються через тиждень після відкладання яєць. В цей час починаються дощі, й пуголовки потрапляють у водне середовище. Тут за ними піклується самець. Метаморфоз триває 3—4 тижні.

## Поширення
Мешкає від Сенегалу й Гамбії до Еритреї, південного Сомалі й Ефіопії (на сході) і до Анголи, Ботсвани та Намібії (на півдні).